# Schack 08
Schack 08 – szwedzki klub szachowy z siedzibą w Norrköping.

## Historia
Klub został założony 2 października 1908 roku pod nazwą Norrköpings Kontoristförenings Schackklubb i zrzeszał wyłącznie pracowników biurowych. Pierwszym przewodniczącym był Per Bohman. Już w listopadzie zorganizowano pierwszy turniej. W 1911 roku klub rozegrał pierwszy mecz międzyklubowy, a rywalem był Norrköpings SS. W latach 20. z powodu odejścia czołowych członków klub przeżywał okres upadku, jednak dekadę później rozwinął się, kiedy jego członkami byli m.in. Folke Ekström, Olof Sterner, Willy Pettersson i Nils Vult von Steyern. W okresie II wojny światowej klub nie był aktywny, jednak w latach 50. ponownie nastąpił rozwój klubu. W tym okresie grali w nim m.in. Gösta Södergren i Frank Dahlberg. W latach 60. bądź 70. klub przyjął nazwę Schack 08. W 1964 roku klub zadebiutował w mistrzostwach Szwecji, a w 1967 roku zadebiutował w Division II. W 1982 roku zespół spadł do Division III, a rok później wrócił na drugi poziom rozgrywek. W 1985 roku Schack 08 awansował do Division I. Inauguracyjny sezon w najwyższej klasie rozgrywkowej zespół ukończył na szóstym miejscu w grupie północnej. W 1987 roku zespół uzyskał kwalifikację do nowo utworzonej Elitserien.
W inauguracyjnym sezonie Elitserien Schack 08 zajął czwarte miejsce w tych rozgrywkach. W kolejnych dwóch sezonach uzyskano szóste miejsce, a następnie – ósme i piąte. W latach 1993–1995 Schack 08 trzykrotnie z rzędu zajął trzecie miejsce w Elitserien, a w sezonie 1995/1996 zdobył wicemistrzostwo, ulegając jedynie SK Rockaden Stockholm. W tym okresie w klubie grali m.in. Nils-Gustaf Renman, John-Paul Wallace, Johan Ingbrandt i Hans Jonsson. W 1996 roku klub wziął udział w Pucharze Europy, rozgrywając jeden mecz (przegrany z Reval Sport Tallinn) i zajmując ostatnie miejsce w fazie grupowej (gr. 6). W latach 1998–1999 zespół zajął czwarte miejsce w kraju, a w 2000 roku – piąte. W sezonie 2001/2002 klub spadł z ELitserien. W 2003 roku Schack 08 na rok awansował do Elitserien, po czym ponownie spadł. W 2007 roku wskutek reformy rozgrywek i utworzenia Superettan zespół spadł do trzeciej ligi (Division I). W sezonie 2007/2008 zespół uzyskał kwalifikację do Superettan, a w 2009 roku ponownie spadł do Division I. W sezonie 2010/2011 Schack 08 awansował do Superettan. W 2018 roku klub uzyskał awans do Elitserien. W sezonie 2018/2019 zajął przedostatnie, dziewiąte miejsce w Elitserien i spadł z ligi. W 2022 roku klub spadł z Superettan, a rok później powrócił na drugi poziom ligowy.